# 紙飛行機

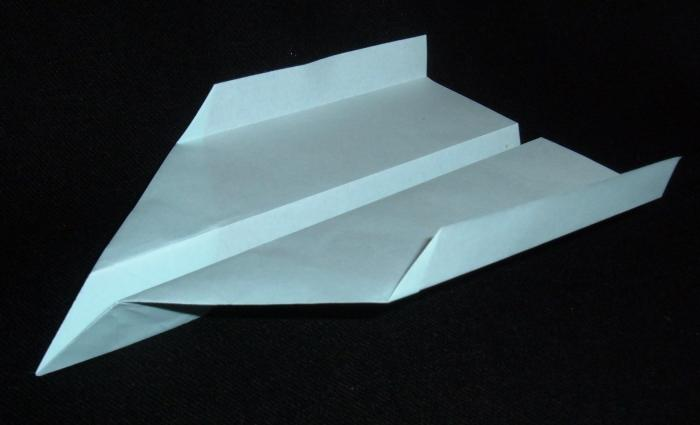
折り紙飛行機

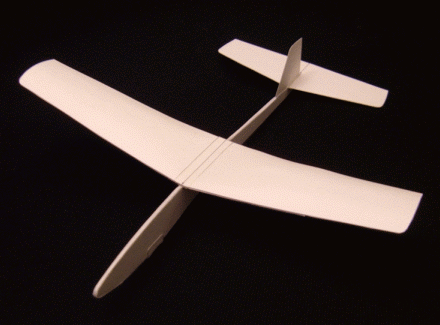
組立て式紙飛行機

紙飛行機（かみひこうき、英語: paper airplane, paper plane, etc.）とは、紙で飛行機を模した形を作り、飛ばして遊ぶもの。一枚の紙を折って作る折り紙飛行機を指すことが多いが、部品を紙から切り抜き貼り合わせて作る組立て式紙飛行機もある。なお「飛行機」は動力付きの固定翼機を指す言葉であるため、通常は動力を持たない紙飛行機は厳密には「紙航空機」ないし「紙滑空機（グライダー）」と呼称されるべきであり、英語でもペーパーグライダーやペーパーダートとも言うものの、慣習的に紙飛行機、ペーパーエアプレーン、もしくはペーパープレーンとするのが一般的である。当記事でも以下「飛行機」とする。
ペーパークラフトの一種であるが他の多くのペーパークラフトが形に重きを置くのに対し、飛ぶ（滑空する）という工学的な機能に重きを置く点が特徴である。
模型航空の競技などにおける分類ではフリーフライトとなる。

## 歴史
紙で玩具をつくることが始まったのは凧を発明した約2000年前の中国だと考えられているが、紙飛行機発祥の地を正確に説明することはできていない。1859年のイギリスで出版された子供の遊びに関する本には「PAPER DART（１枚の紙を折って作り、的を狙ったり、男の子が戦争ごっこで投げ合う玩具）」の記事があり、折り紙飛行機が普遍的な玩具であったことを示している。
組立て式紙飛行機については、木材や竹などを使った（翼など紙を張ることもある）模型飛行機は有人の動力飛行機以前に作られ、実機の参考や試作とされてきたが、紙飛行機についてはよくわかっていない。
紙飛行機の製作が分かっている最古の年代は1909年だと言われているが、最も広く認められているのはノースロップ社のジャック・ノースロップが1930年につくったものである。ノースロップは現実の飛行機のアイデアを得るために、紙飛行機をテストとして使っていた（ノースロップ社が開発に挑戦した無尾翼機やジャック・ノースロップが並々ならぬ熱意を注いだ全翼機は設計が非常に難しい）。
ドイツでは、第一次大戦後の空白期（ヴェルサイユ条約で軍用機の禁止にとどまらず動力機は制限された）に、後のHe111やJu 88などの原型（民間機として設計された）など重要な計画で基本性能と構成の確認のために紙製の模型を使った。
紙飛行機のデザインは速度・揚力・型といった面で長い年月をかけて改善され続けてきた。

## 折り紙飛行機

紙飛行機の折り方(一例)

正方形ないし矩形（たいていは白銀比か黄金比ぐらい）の紙を使うことが多い。それ以外の形を使ったり補助的に切ったり切り取るものもある。これらの紙を折って作るもので、折り紙の一種でもある。普通は手で投げて飛ばす。日本のものでは、古くはトンビと呼ばれるものや、よく知られているものとしては滞空時間の長いへそ飛行機、まっすぐ遠くへ飛ぶやり飛行機や、先尾翼風の翼のあるイカ飛行機、宙返りが得意なツバメ飛行機などがある。
いずれのタイプでも、正確で強い中心線が左右のバランスを取り直進性を高めることにつながる（以降の折り方は左右対称で行われる）。多くの飛行機では、次に機首側を三角形にして折り込んでいく。これは重心を前寄りにするためである。一般に機首が上がれば揚力が大きく、下がれば小さくなるため、重心を空力中心のやや前方にすれば迎え角を自動的に調整する効果（風見安定）が期待できる。充分な面積を持つ、ゆがみのない翼をつくり、空中で水平に広がる角度に調整できていれば、途中どのような折り方をしても最終的には何とか飛ぶことが期待できる。
広島県福山市には約800種類の紙で作った色とりどりの紙飛行機が展示された「紙ヒコーキ博物館」がある。毎週土曜日のみの開館だが専門家が在館しており、良く飛ぶ折り紙ヒコーキを教わることができる。また、同県神石高原町の米見山山頂公園には「とよまつ紙ヒコーキ・タワー」があり、地上15mの展望室から自分で折った紙飛行機を飛ばすことが出来る。

### 世界記録
屋内飛行距離の記録（ギネス・ワールドレコーズ）
登録種目名は "Farthest flight by a paper aircraft"。2012年2月26日、元アメリカンフットボール選手のアメリカ人ジョー・エイブは、アメリカ合衆国カリフォルニア州にあるマクレラン空軍基地の屋内環境（無風環境）にて、A4判の紙を切らずに作った紙飛行機（折り紙飛行機。デザイン：ジョン・M・コリンズ）を用いて226ft 10in (69.1388m) の飛行距離を叩き出し、ギネス世界記録を更新した。更新前の世界記録はスティーブン・クリーガーが2003年に記録した207ft 4in (63.1952m) であった。
屋内飛行（滑空）時間の記録（ギネス・ワールドレコーズ）
2009年（平成21年）4月11日、日本折り紙ヒコーキ協会(現 折り紙ヒコーキ協会)会長の戸田拓夫は、広島県福山市にある広島県立ふくやま産業交流館（ビッグ・ローズ）の屋内環境（無風環境）にて、A5判のサトウキビ加工紙を切らずに作った紙飛行機（折り紙飛行機）を用いて飛行滞空時間27秒9を叩き出し、ギネス世界記録を更新した。更新前の世界記録はアメリカ合衆国のケン・ブラックバーンが持つ27秒6であった。
戸田氏は、2010年には自身の記録を更新。
記録は29.20秒で、2021年現在、未だに更新されていない。

## 組立て式紙飛行機
主にケント紙に下記のように罫書きしたものを切り抜き、貼り合わせて組み立てる。良くできた機体では数十秒間滑空する。「きりぬく本」として印刷済みのケント紙を製本した書籍も存在している。
著名な日本人設計者に二宮康明がいる。

### 組立て方

#### 立体構造の機体
この構造はハンドランチ機に使われることが多いが、一部のプロフィル機にも採用されていたりする。胴体は展開図を立体に組み、形を作っている。ハンドランチ機の主翼には桁（スパー）が入っていることが多く、桁は主に短冊状に切った紙を5枚程度積層して作る。

#### 積層構造の機体
機体の胴体、主翼共に紙を積層して作られる。
罫書きの例
1. 胴体の組立て
  1. 部品1の両側に部品2と3を貼り付ける
  2. （1）の両側に部品4と5を貼り付ける
  3. （2）の両側に部品6と7を貼り付ける
2. 主翼の組立て
  1. 部品8の裏側に部品9を貼り付ける
  2. 主翼をわずかにかまぼこ型になるように曲げ（キャンバー）を入れる。揚力の向上というよりも、曲げ強度の増加と失速特性の改善の上で意味がある(#航空工学的側面 - 低レイノルズ数の飛行 参照)。ただし、ほぼ一定の速度で飛行するゴム動力の模型飛行機などと異なり、速度の変化が大きい紙飛行機の場合、発射直後の上昇性能を確保して飛行時間を延ばすことを重視するので、抵抗が増えるほどのキャンバーは総合的には滞空時間が短縮する結果となる。
3. 全体の組立て
  1. 胴体に部品10（水平尾翼）を貼り付ける
  2. 胴体に主翼（部品8＋9）を貼り付ける

### 機体の調整
- 風が弱くて広い場所（公園の広場など）で行う。
- 機体の全体のバランスを見る。見方は利き手に機体を持ち、片目で機首側から見る。まず、胴体の曲がりを見て、曲がっているのであれば真っ直ぐになるように直す。次に水平尾翼の曲がりを水平になるよう修正し、垂直尾翼も真っ直ぐになるよう修正する。また、主翼の左右のバランスも見ておく必要がある。ねじれている場合や、キャンバーの大きさが左右の翼で違う場合は、上昇時に機体が回転したり、滑空時にスパイラル降下になったりとうまく飛ばないので修正しなければならない。特に主翼の左右の揚力差は気づきにくく、やりがちなミスなので注意すること。
- 風上に向かい、目の高さに機体を持ち、前へ押し出すように投げ出す。
- 滑空時、右か左に旋回するようであれば、再度、主翼、垂直尾翼、水平尾翼のねじれを確認する。機首を下げて降下する場合は、水平尾翼が下側に反れていないか確認する。それでも直らないなら、重り（鉛板やクリップ等）の量を減らしてみる。この2つの操作を行っても駄目なら、水平尾翼の後ろへり（特に端の部分）を機首の下がり具合に応じて上げる。逆に機首が上がる場合は水平尾翼が上側に反れていないか確認する。それでも直らないなら、機首に重りを加える。この2つの操作を行っても駄目なら、水平尾翼の後ろへり（特に端の部分）を機首の上がり具合に応じて下げる。
- これらの操作を行って、機体がストレートボールのように滑空すれば、これで滑空の調整は終了である。
- 最後に、水平尾翼を傾けておく。これはスタブティルトと言い、機体を旋回させるために必要な操作である。左旋回をさせたい場合、右下がりに傾ける（傾きを大きくするとより旋回半径が小さくなる）。右旋回の場合は逆の操作を行う。旋回のためにエルロン、ラダー、エレベーターを使うのは極力控える方が良い。なぜなら、機体のバランスを大きく崩してしまう可能性があるからである。
- 次に上昇の調整を行う。まず、カタパルト場合は機体を6割ぐらいの力で水平に射出する。手投げの場合は6割の力で水平より少し上に投げる（地面に叩きつけることを防ぐため）。機体が上昇している時に宙返り気味、もしくは宙返りしてしまう場合は、水平尾翼の後ろへり（特に中心部分）を機首の上がり具合に応じて下げる。機体が緩く上昇して、滑空に移るようであれば調整は完了である。あとは7、8、9割...と力を強めて、その都度宙返りの修正を行う。もし、カタパルト機で垂直上昇させたい場合は、最後に機体を地面に対し90度に向けて10割の力で射出し、まっすぐ上空に上昇するよう調整する。上昇後、機体が急降下するなら、水平尾翼の後ろへり（特に端の部分）を機首の下がり具合に応じて上げる。機体が真っ直ぐ上昇した後、滑らかに滑空姿勢へ移行すれば調整は完了である。

### カタパルト式と手投げ式
カタパルト式（PLG：パチンコ・ランチ・グライダー）
カタパルト式とは支持棒の先に結んだゴムを機体のフックに掛け、伸びたゴムが収縮するエネルギーで機体を射出する方法である。
上昇する軌道により、「らせん上昇」と「垂直上昇」に分けることができる。
らせん上昇
あらかじめ左に旋回するように調整した機体を、右に45度～60度に傾けて、地上に対して30度～45度の角度で射出するもので、機体は大きく右旋回をしながら上昇し、その後左に旋回しながら降下する（右利きの場合）。尚、機体重量が大きい機体（プロフィル機）は上昇を右旋回、滑空も右旋回とした方が良いだろう。
垂直上昇
地上に対し80度～90度の角度で、機体を射出する。機体を宙返りさせずに上昇させるためには、独特の機体設計と高度な機体調整の技術が必要である。
機体の大きさ
「全日本紙飛行機選手権大会」においては、2009年度まで行われていた種目に全幅は185ミリ以上という競技規定があった。
手投げ式（HLG：ハンド・ランチ・グライダー)
手投げ式には、「野球投げ」と「サイドアームランチ＝SAL」の2つの方法がある。手投げ式の紙飛行機は、胴体や主翼が「貼り合せ構造」から「中空構造」と進化し、より滑空性能が高い大型機（翼幅約250㎜以上）が主流となっている。ハンドランチはカタパルトとは異なり、人の体の動かし方や考え方などにより、その投げ方には違いが出やすいため、この項に書かれていることはあくまで参考として読んでほしい。
野球投げ
機体の持ち方は人差し指と中指を伸ばして主翼の後ろにかけ、胴体を親指と薬指で持つ。投げ方は人や機体によって様々ではあるが、主な投げ方としては、機体を45度から60度に傾け、右斜め上に向かって投げ上げる。尚、左手で投げる場合は動作が逆になる。
サイドアームランチ
主に翼幅が300㎜を超すような機体に使われる手法である。右利きの場合は左翼の翼端または翼端に付いている「ペグ」という突起を持ち、野球のサイドスローのような動きで機体を投げる。機体が手から離れる瞬間、機体のロール軸、ピッチ軸の角度が水平になるように心がける。また尾翼設計も重要であり、安定性に優れたY字尾翼がよく使われる。野球投げ用の機体とは異なり、SAL用機体には投げ上げ時、後部胴体に大きな負荷がかかる。そのため、胴体はより剛性を高くする必要がある。

### 世界最大の紙飛行機
2013年9月28日、ドイツ・ブラウンシュヴァイク工科大学の学生らが、およそ70 m2の紙と200本の接着剤で翼長18.21 mの紙飛行機を作成し、18 mの飛行を記録した。2018年にはアメリカでこれを超えるサイズの紙飛行機が作られたが、飛行できなかったため記録として認定されていない。

## 航空工学的側面 - 低レイノルズ数の飛行
模型の航空工学については模型航空#模型航空機の工学理論など、学術面の研究も参照の事。
通常の飛行機の翼断面形状(翼型)は上に凸であるのに対し、紙飛行機はたいてい薄い板状である。紙飛行機の翼型を、飛行機を真似てキャンバー（ふくらみ）を付けたり前縁を丸くしても性能は良くならないと言う。同様にトンボの翼型も前縁が尖っており、かつギザギザであるがこのほうが性能が良い。これはレイノルズ数の違いが原因であると言われている。レイノルズ数は速度と注目する長さに比例するため、紙飛行機やトンボにとっての空気の流れは、飛行機と比べると3ケタほど小さなレイノルズ数であり、小さくてゆっくりと飛ぶものほど空気の粘り気の影響を強く受けることになる。ゴムのカタパルトで時速100kmを超える高速で発射される紙飛行機の場合には、発射直後と上空を時速数キロでゆっくりと滑空している場合でとはレイノルズ数がまったく異なる。

## 紙飛行機を題材とした作品
- 365日の紙飛行機 / 歌：AKB48（2015年）
- 紙ヒコーキ（2008年） - 任天堂のコンピュータゲーム